# Hamaguchi Miho
Hamaguchi Miho (japanisch 浜口 ミホ; geboren als Hamada Miho (japanisch 浜田 ミホ) am 1. März 1915 in Dalian; gestorben am 12. April 1988) war eine japanische Architektin. Sie analysierte in ihrem Buch The Feudalism of Japanese Houses die häusliche Einheit als Ort von Machtbeziehungen, die durch die Organisation der Räume geprägt sind. Moderne Architektur sah sie als ein Instrument zur Demokratisierung des Wohnens und zur Stärkung der Stellung der Frau in der japanischen Gesellschaft.

## Leben und Werk

### Ausbildung, Studium, Selbstständigkeit
Ihr Geburtsort in Nordchina wurde von 1905 bis zum Ende des Zweiten Weltkriegs von Japan kontrolliert. Dort wuchs Hamada Miho ab 1915 in einem kosmopolitischen Umfeld als älteste Tochter einer wohlhabenden Familie in einem Backsteinhaus im westlichen Stil auf. Im Alter von 18 Jahren zog sie nach Japan, wo sie mit schlechten Wohnverhältnissen konfrontiert wurde. Nach ihrem Abschluss an der Tokyo Women’s Higher Normal School entschied sie sich für ein Studium der Hauswirtschaft an der Frauenschule im heutigen Ochanomizu. Der Fachbereich Hauswirtschaft war dort in der Meiji-Ära entstanden. Er vermittelte damals Studieninhalte vor dem Hintergrund eines patriarchalischen Familiensystems mit der japanischen Frau als „guter Ehefrau und weiser Mutter“ und dem konfuzianischen Denken, das dem „Haus“ eine große Bedeutung zusprach. In der Taisho-Ära entstand dann aus der empirischen Erforschung des Wohnens die noch immer frauenorientierte Disziplin der Haushaltswissenschaft, die noch in den 1930er Jahren gelehrt wurde. Unter der Leitung von Ichinoura Ken wurde Hamada Miho in Wohnungsbaukunde und architektonischem Zeichnen unterrichtet. Ab 1938 besuchte sie als Gasthörerin Architekturvorlesungen an der Kaiserlichen Universität Tokio (heute Universität Tokio), da Frauen zu einem ordentlichen Studium nicht zugelassen waren. Im folgenden Jahr trat sie in das Architekturbüro von Maekawa Kunio ein und war dort fast ein Jahrzehnt tätig. Maekawa hatte von 1928 bis 1930 im Atelier von Le Corbusier in Paris gearbeitet und nahm 1929 am Kongress CIAM II in Frankfurt am Main teil. Seine Erfahrungen in Europa und die moderne Architektur übten einen großen Einfluss auf Hamada Miho aus. 1941 heiratete sie Hamaguchi Ryuichi, der ebenfalls bei Maekawa Kunio gearbeitet hatte. Sie ließ sich auf Hokkaido nieder, wo sie 1948 in ihrem Haus das Beratungsbüro „Hamaguchi Miho Housing Consultancy“ eröffnete. 1954 erhielt sie als erste Frau in Japan eine Zulassung als Architektin (Lizenz erster Klasse) und führte ihr unabhängiges Büro in Aoyama, Tokio. 1954 bis 1958 war sie Dozentin am Kuwasawa Design Institute sowie bis 1975 an der Ochanomizu-Universität.

### Demokratisierung des Wohnens

#### The Feudalism of Japanese Houses
Das japanische Haus der Vorkriegszeit war geprägt von der patriarchalisch-feudalen Lebensweise. Als Räume zur Repräsentation galten der Eingang (genkan), das Empfangszimmer (mit tokonoma) und der Vorraum. Zusammen nahmen diese Räume die Hälfte bis zwei Drittel der gesamten Wohnfläche ein. Die Küche war nach Norden ausgerichtet. Sie war deshalb kalt und dunkel. Weder Gäste noch der Patriarch sollten diesen Raum betreten. Alle Tätigkeiten rund um den Herd (kamado) oder die bodennahe Spüle (suwari nagashi) galten traditionell als unbedeutend und waren dem Blick entzogen.
Die japanische Nachkriegs-Verfassung von 1946 befasste sich unter anderem mit der Gleichstellung der Geschlechter, Fragen der Eigentums- und Erbrechte oder auch der Wahl der Wohnung. Die traditionelle hierarchische Struktur des Haushalts, das „Ie“-System („Haus“-System), wurde durch „Katei“ ersetzt, was „Familie“ (Ehepaar mit Kindern) bedeutet. Diese neue Sichtweise wirkte sich auf den Wiederaufbau aus und führte zu einem Wandel der Wohnformen. Im Alter von 34 Jahren, nur zwei Jahre nachdem die Frauen in Japan das allgemeine Wahlrecht erlangt hatten, veröffentlichte Hamaguchi Miho 1949 das Buch The Feudalism of Japanese Houses (Nihon jū taku no hō kensei). Schon vorher hatte sie einige der Texte in der Kenchiku Bunka (Architektonischen Kultur) veröffentlicht. Sie wies auf die Ungleichheiten hin, die in den traditionellen Wohnformen enthalten waren, und zeigte Möglichkeiten für nicht-hierarchische Wohnraum-Planungen auf. Die Funktionen Kochen, Essen und Ausruhen sollten nun in einem Raum zusammengefasst werden: eine Küche mit gemeinsamem Wohn- und Essbereich.
Hamaguchi untersuchte auch den historischen, multifunktionalen Ansatz in japanischen Raumkonzepten. In frühen Adelsresidenzen aß und schlief man im selben Raum. Diese Flexibilität wurde durch die Arbeit der Dienerschaft ermöglicht. Später wurden diese Aufgaben zur täglichen Last der Hausfrauen, die den Raum mehrmals täglich umräumen und reinigen mussten. Hamaguchi schlug moderne Wohnungsgrundrisse mit Funktionen vor, die die Hausarbeit reduzieren sollten. Die von ihr entwickelte Theorie sollte durch die Gestaltung von Häusern Gleichberechtigung schaffen und war richtungsweisend für die Wohnungspolitik der Nachkriegszeit. In Fachkreisen hatten ihre Veröffentlichungen einen großen Einfluss.
Hamaguchi analysierte die häusliche Einheit als Ort von Machtbeziehungen, die durch räumliche Organisation geprägt sind, wobei die Küche eines der Schlüsselelemente war. Ihr Buch The Feudalism of Japanese Houses besteht darauf, dass der Wohnungsbau die Stellung der Frau in der japanischen Gesellschaft verändern solle. In der Gestaltung von Häusern sah sie die Möglichkeit, eine neue Art des Zusammenlebens zu ermöglichen. Moderne Architektur würde nicht als Wiederholung und Festigung traditioneller Geschlechterrollen, sondern als ein Instrument zur Auflösung etablierter Hierarchien sowie des Feudalsystems dienen.

#### Erreichen eines breiten Publikums
Während des Zweiten Weltkriegs waren 2,9 Millionen japanische Häuser zerstört worden. Beim Wiederaufbau gab es eine Kluft zwischen modernen, internationalen Wohnbauidealen und traditionellen, japanischen Wohnvorstellungen. Neben der Darstellung neuer Wohnmodelle in der Fachpresse entwickelte sich auch in erschwinglichen, populären Frauenzeitschriften neben Themen wie Mode, Essen und Lifestyle eine intensive Beschäftigung mit modernen Wohnungsmodellen. Kleinstwohnungen, Idealwohnungen und von Architekten entworfene Häuser wurden abgebildet und besprochen. Hamaguchi veröffentlichte ihre Ideen ebenfalls in Frauenzeitschriften und erreichte so ein großes Publikum. In mehr als hundert Artikeln analysierte sie die alltäglichen Abläufe und hinterfragte Selbstverständliches. Sie propagierte eine Mischung aus traditionellen japanischen und westlichen Wohnungstypen.
Von 1951 bis 1953 war Hamaguchi Herausgeberin der Wohnungsbauzeitschrift Sumiyoi Sumai to Kurashi no Zenshū (Wie man das gewöhnliche Leben in Wohnraum verwandelt). Sie analysierte die Vorgänge im Alltagsleben detailliert und bot moderne Lösungen an. Ihre handgezeichneten Skizzen halfen, sich eine konkrete Vorstellung zu machen. Die Architektur der Häuser, die Inneneinrichtung und das Verhalten der Bewohnerinnen und Bewohner waren ihr dabei gleich wichtig. Im Gegensatz zur isolierten Lage der Küche in der Vorkriegswohnung waren bei ihr die Küche und das Esszimmer immer miteinander verbunden, entweder direkt, diagonal oder durch Öffnungen. Ab 1952 verfasste Hamaguchi auch zahlreiche Beiträge für die 1917 erstmals erschienene Frauenzeitschrift Shufu no Tomo. Sie stellte auch hier ihre Theorien vor, um die Hausarbeit zu reduzieren und den Status der Frauen zu verbessern. Frauen wurden nun als Protagonistinnen der neuen Kernfamilie gesehen. Hamaguchi vermittelte ihre emanzipatorische Philosophie des Wohnens, indem sie das Design aus der Perspektive der Bewohnerinnen und Bewohner darstellte. Sie stellte erschwingliche Häuser vor, keine Luxusobjekte.

#### Entwurfsprozess
Hamaguchi analysierte beim Entwerfen die Familien und deren Tagesablauf. Sie unterschied dabei zwischen Arbeit, Ruhe und Freizeit. Sie versuchte ein Gleichgewicht zwischen den aktiven und passiven Phasen zu schaffen. Der ideale Wohnraum sollte so aufgeteilt und organisiert sein, dass diese drei Zustände nicht beeinträchtigt wurden. Indem sie „Fließlinien“ organisierte, entwarf sie Grundrisse, die Stress und Spannungen beseitigen sollten. Extrovertierte Aktivität, zum Beispiel ein Zimmer für die Unterbringung von Gästen, bezeichnete sie als „Hase“. Das Baden oder die Zubereitung von Speisen wurde als introvertierte Tätigkeit, als „Ke“, bezeichnet. Das Leben wurde als ausgeglichen und komfortabel interpretiert, wenn die Wohnung diesen beiden Aktivitäten gerecht werden kann. Statt zeichenhafte, nach außen wirkende Häuser zu entwerfen, analysierte Hamaguchi das Leben der Kunden und schuf einen Raum zum Leben: „Der Lebensstil der Menschen entwickelt sich ständig weiter, von gestern zu heute und von heute zu morgen. Das ist die japanische Gesellschaft. Deshalb glaube ich nicht, dass neue Lebensstile und Lebensstandards plötzlich dadurch entstehen, dass man den Menschen ein Haus als bloßen Schutz gibt […] Wir wollen ein langlebiges Gebäude schaffen, das noch lange nach der Frage ‚Wer hat es entworfen?‘ weiterlebt.“ Aufgrund dieser Entwurfshaltung treten ihre Werke im städtischen Gefüge nicht hervor. Der Zweck des Entwurfs war nicht, einen eigenen Stil durchzusetzen. Vielmehr sollte ihre Arbeit an die Wünsche der Bewohner und den umgebenden Kontext angepasst werden.

### Moderne Küchen
Hamaguchi schlug bereits 1941 auf einer Ausstellung für neuen nationalen Wohnungsbau in Tokio eine Essküche vor. Sie präsentierte ein Planungskonzept, das es in Japan vorher noch nicht gegeben hatte. Im selben Jahr setzte sie das Konzept im eigenen Haus in Tokio um. Damit wurde sie zu einer Pionierin im Entwurf moderner Küchen in Japan.
Durch ihre Buch- und Zeitschriftenveröffentlichungen wurde die Japan Housing Corporation auf sie aufmerksam. Im Jahr 1955 erhielt sie den Auftrag zur Entwicklung von Küchen für den öffentlichen Wohnungsbau. Auch hier verband Hamaguchi die Küche mit anderen Wohnräumen und verbesserte die Arbeitsabläufe. Sie untersuchte das Kochverhalten im Detail und folgerte, dass die Spüle zur Arbeitserleichterung in der Mitte der Arbeitszone platziert werden sollte. Trotz des Erfolgs ihrer Entwürfe wurde Hamaguchis Arbeit erst 1967 in einer Architekturzeitschrift (Kindai Kenchiku) vorgestellt.
Heute ist Hamaguchi Miho in Japan besonders für die Einführung von rostfreiem Stahl für Spülen bekannt, die sie zuerst 1958 beim Entwurf für Kunio Maekawas Harumi Apartments einsetzte. Das Material ermöglichte die Massenproduktion von Spülbecken und wurde zu einer Innovation im Haushalt. Vorgefertigte Küchensets mit Edelstahlspülen machten die Essküche heller und einladender, indem sie Stein- oder Betonoberflächen sowie die verrottenden Holzspülen ersetzten.

### Kaiyo Club
Auf einer Reise Ende der 1960er Jahre entdeckte Hamaguchi in der Umgebung von Cádiz den perfekten Bauplatz für ihr letztes Projekt. Die erste Version entwarf sie 1974 unter dem Namen „Casa Marisol“. Das einfache Privathaus entwickelte sich zu einem Ort des japanisch-spanischen Kulturaustauschs, dem „Kaiyo Club“. Dazu wurden zwei weitere, unabhängige Gebäude ergänzt. Eines wurde im Jahr 1984 und eines 1987 fertiggestellt. Auch diese Gebäude entwarf sie entsprechend ihrer Entwurfsphilosophie. In den Plänen und Dokumenten im Stadtarchiv von San Roque erscheint ihr Name jedoch nur als Eigentümerin und Bauherrin, vermutlich weil sie als ausländische Architektin in Spanien nicht über eine entsprechende Zulassung verfügte.
Die Gebäude wirken bescheiden. Durch die Einbindung in den Hang nehmen sie sich gegen die Nachbarhäuser zurück und haben dennoch einen grandiosen Ausblick auf das Meer. Die dicken, ortstypischen Mauerwerkswände verfügen über eine hohe thermische Trägheit und sind auch mit den reflektierenden, weiß gekalkten Oberflächen gut an das lokale Klima angepasst. Hamaguchi führt „Übergangsräume“ zwischen dem Innen- und Außenbereich ein, wie sie in der japanischen Architektur üblich sind, und entwarf gleichzeitig große Terrassen mit Keramikböden, Außenbalustraden, Loggien mit Bögenkonstruktionen. Bemerkenswert ist das Vorhandensein eines Swimmingpools, der in der japanischen Wohnkultur ungewöhnlich war. Innen verwendete sie sowohl Elemente westlicher Wohnungen als auch typisch japanische Elemente. Es gab einen eleganten Tatami-Raum mit Tokonoma, in dem man auf dem Boden sitzen konnte. Das Bad wurde entsprechend dem japanischen Baderitual gestaltet. Nach einer gründlichen Dusche steigt der Mensch in die hohe, kurze Wanne und taucht dann den ganzen Körper in einer sitzenden Position unter. Dabei kann er den Ausblick auf Garten und Meer genießen. Das Waschbecken liegt im Flur, wie in einem japanischen Haus üblich. Japanische Kronleuchter aus Schichtholz und Schiebetüren verpflanzte sie ebenso nach Spanien. Das andalusische Äußere und die japanische Inneneinrichtung verschmolzen getreu Hamaguchis Entwurfshaltung.

## Ausstellungen
Sie war in der Ausstellung „Living hand in hand with architecture“ (The National Women’s Education Center 2012) und „For the Future: Pioneering Women in Architecture from Japan and Beyond“ (Architectural Institute of Japan, Tokio; the 24th Congress of International Union of Architects 2012; Gender Equity Center, Tokio; Azamino Women’s Center, Yokohama City; sechs weitere Präsentationen) vertreten.

## Werke (Auswahl)
- Kurita-House, 1950–1953[8][9]
- Entwurf der Edelstahlspüle der Housing Corporation, 1955[2]
- Wohnkomplex für die Arbeiter des Oi-Werks der japanischen Staatsbahn (JNR)[2]
- Moru-Residenz der Kanto Steel Corporation[2]
- öffentliche Wohnungen in Aoyama und Minami-machi[2]
- Skizze: House for a Family (Couple, Children, and Grandmother)[10]
- G House (Former Nakamura House)[11]
- Casa Marisol (1974)
- Kaiyo Club (1984, 1987)

## Schriften (Auswahl)
- Hamaguchi, Miho: Atarashiki Toshi–Tokyotoshikeikaku heno Ichishian (New City - A Proposal for Tokyo Urban Planning). in: Shinkenchiku, April 1941.
- Hamaguchi, Miho: Nihon ju–taku no ho–kensei (The Feudalism of Japanese Houses). Sagami Shobo, Tokyo, 1949 (Nachdruck 1989).
- Hamaguchi, Miho (Hrsg.): Sumiyoi Sumai to Kurashi no Zenshū (Collection of Comfortable Living and Living). Ondorisha, Tokyo, 1951.
- Hamaguchi, Miho; Hamaguchi, Ryuichi; Miyauchi, Yoshihisa (Hrsg.): Sumiyoi Sumai 2 (Comfortable Living Vol. 2). Ondorisha, Tokyo, 1951.
- Hamaguchi, Miho; Terashima, Kōtaro (Hrsg.): Sumiyoi Sumai 3 (Comfortable Living Vol. 3). Ondorisha, Tokyo, 1953.
- Hamaguchi, Miho: Daidokoro ha Futari no Gassaku–Wagamama mo mata tanoshii (The kitchen is a joint project–selfishness is also fun). Oita Godo newspaper, September, 1959.
- Hamaguchi, Miho: Hamaguchi Miho no Sakuhin–Hamaguchi Hausing Sekkeijimusho no Jūtaku (Housing by Hamaguchi Housing Design Office). Kindaikenchiku, 21. März 1967, S. 41–80.
- Hamaguchi, Miho: Chiisana Kaiyūgyo (Small Migraroty fish). Journal of Architecture and Building Science, Nr. 1256, Februar 1987, S. 11–15.
- Hamaguchi, Miho: Kurashikata no dentou toha–Gaikokuseikatsu de kangaeta Tatami (A Tradition of Living–Reflections on Tatami Abroad). In: Sahou to Kenchiku Kukan (Manner and Architectural Space), Shokokusha, Tokyo, 1990, S. 146–164.